# Punarbhava
 (octobre 2022).
Punarbhava (en sanskrit IAST; pāli : punabbhava) est un terme bouddhique qui signifie renaissance. 

## Renaissance et transmigration des âmes

### Hindouisme
Dans l'hindouisme, le Jivatman s'incarne dans plusieurs corps. La transmigration est le voyage d'une âme de vie en vie, avec réincarnation dans un autre corps humain ou métempsycose dans un corps humain ou animal ou végétal ou autre. 

### Bouddhisme
Quant au bouddhisme, il enseigne l'impermanence : tout phénomène conditionné est éphémère (anicca). Cela l'amène à refuser le concept d'âtman, pour soutenir que chaque chose est  « sans soi » (anatta). Transmigration sans chose qui transmigre : la re-naissance se présente alors comme un processus difficile à entendre, de sorte que plusieurs interprétations divergent. Le bouddhisme parle de Punarbhava (sanskrit, pāli : punabbhava), qu'on traduit par « renaissance ». « Il y a, dit Matthieu Ricard, perpétuation d'une fonction, pas d'une entité concrète… Rien ne renaît, il y a simplement des répercussions d'actes, de paroles et de pensées qui modifient les paramètres de cette onde qu'est la conscience. »

#### Bouddhisme de Nichiren
Sans exclure le principe de réincarnation, la plupart des écoles du bouddhisme de Nichiren évoquent plutôt une « re-naissance lorsque les circonstances seront réunies » selon le karma de la personne défunte, en accord avec le concept de coproduction conditionnée. Il y a bien, en effet, une continuité - la mort ne signifie pas que le conditionnement cesse. Le samsâra forme ainsi un cycle de vies qui s'enchaînent les unes après les autres selon la loi de causalité. Ainsi, leurs pratiquants ne se réfèrent pas à la conception chrétienne d’une âme immortelle qui serait la même après la mort jusqu’à la résurrection ou vie après vie jusqu’à la bouddhéité car une telle conception de l’âme ne serait que « l’attachement à un “moi individuel” ou à un “self permanent”. »
Les traducteurs des Écrits de Nichiren ont utilisé le terme d’âme, toutefois il est utilisé tantôt au sens figuré de « la nature essentielle d’un texte », tantôt dans l’acception de la nature profonde (nyoze sho), l’aspect immatériel et impalpable, tel le caractère d’une personne qui forme avec son corps physique (nyoze so, l’apparence visible et palpable) son entité d’être vivant (nyoze taï), en référence aux trois premiers des dix facteurs communs à toute vie énumérés dans le chapitre “Moyens opportuns” du Sūtra du Lotus de Kumarajiva.

## Enseignements du bouddhisme hinayāna
L'enseignement le plus complet quant à l'origine de la souffrance, l'origine de dukkha, est la coproduction conditionnée, qui pose la question d'une re-naissance. Mais les trois caractéristiques posent alors la question de ce qui renaît, question qui reçut de nombreuses réponses. 

### Le «lien de renaissance» ou réunion
voir Viññāṇa-kicca (fonctions de la conscience).
Selon l'étude analytique theravadin proposée dans le large volume qu'est le Paṭṭhāna, au décès se produit une réunion (paṭisandi), pouvant être appelée « lien de re-naissance ». Il s'agit d'une conscience qui a pour objet le dernier karma, qui en résulte, et qui se prolonge par la suite en courant « subconscient » - une suite de « consciences » portant les mêmes caractéristiques - , jusqu'à ce qu'une perception « heurte » ce courant. 
Selon cette analyse, la conscience au moment du décès conditionne donc totalement la naissance. Cette vue possède au moins le mérite de proposer une réponse claire à la question de ce qui renaît : parmi les constituants de ce qui est perçu comme une personne, c'est l'état d'esprit au moment de la mort qui conditionne totalement la future naissance.

### École Pudgalavādin
Pour les deux écoles dites pudgalavādin, ou « personnalistes », l'individu n'est pas similaire aux traditionnels cinq agrégats d'attachement, mais il n'est pas non plus différent ; il n'est ni permanent ni éphémère (anitya). Cet individu passe d'une vie à l'autre, mais au moment de la mort il passe par un «état intermédiaire».

## Enseignements du bouddhisme mahāyāna

### Vacuité
Selon le bouddhisme Madhyamika, le processus de devenir, coproduction conditionnée, est certes la vérité, ou réalité, ultime, mais cette réalité, comprise par d'autres comme « au-delà des apparences », n'est, selon cette conception, que vacuité. Rien n'est jamais produit, et les phénomènes ne sont qu'illusion :

«  C'est de la production conditionnée 

 Que l'on dit qu'elle est la vacuité » 

(Nāgārjuna, trad. G.Bugault)

### Alayavijnana
L'ālayavijñāna est la « conscience fondamentale », réceptacle des traces karmiques.

## Bardo(au Tibet)
Le bardo désigne un des états intermédiaires qui se succèdent entre la mort et la renaissance, tels que décrits par le Bardo Thödol, le « Livre tibétain des morts ».

## Renaissance et métaphysique
Si les différentes écoles du bouddhisme ont proposé des interprétations différentes de la re-naissance, répondant de manière variée à des questions comme « s'il n'y a pas d'âme, alors qu'est-ce qui renaît ? », ce questionnement, ainsi formulé, est à la limite de la philosophie bouddhique. 
La philosophie bouddhique se veut en effet pratique : tout enseignement n'est qu'un moyen, et les mots ne sauraient recouvrir la réalité ultime. Se poser les mauvaises questions entraîne inévitablement à s'embourber dans un imbroglio insoluble, plutôt que de pratiquer le chemin menant à la libération.
Ainsi, le brahmājālasutta, sûtra du filet de pêche, propose-t-il une liste de vues, d'opinions dans lesquelles leur détenteurs sont retenus comme les poissons dans le filet du pêcheur…